# Salvatore Cuffaro
Salvatore „Totò” Cuffaro (ur. 21 lutego 1958 w Raffadali) – włoski polityk i lekarz. Wieloletni parlamentarzysta Sycylijskiego Zgromadzenia Regionalnego, minister rolnictwa i leśnictwa w rządzie sycylijskim, prezydent Sycylii w latach 2001–2008, senator XV i XVI kadencji.
Oskarżany o kontakty z mafią i skazywany w procesach karnych w kolejnych instancjach. Przez dziennikarzy określany mianem „Vasa Vasa” (dosłownie „Buzi Buzi”) w związku z propagowanym przez niego zwyczajem całowania w policzki na powitanie, którym – jak sam stwierdził – miał obdarzyć jedną czwartą mieszkańców Sycylii.

## Życiorys

### Wykształcenie i działalność do 2001
Kształcił się w szkole salezjańskiej w Palermo, następnie studiował medycynę i chirurgię na Uniwersytecie w Palermo. Specjalizował się w zakresie radiologii. Był członkiem rady Wydziału Lekarskiego i rady dyrektorów macierzystej uczelni. Założył sycylijskie centrum im. Luigiego Sturzo. Zaangażował się w działalność Chrześcijańskiej Demokracji, pełnił funkcję przewodniczącego regionu organizacji młodzieżowej tej partii i członka władz wykonawczych sycylijskich struktur chadecji.
Od 1980 do 1985 zasiadał w radzie miasta Raffadali, następnie był radnym miejskim w Palermo. W 1991, 1996, 2001 i 2006 uzyskiwał mandat posła do Sycylijskiego Zgromadzenia Regionalnego XI, XII, XIII i XIV kadencji. Od 1996 sprawował urząd ministra rolnictwa i leśnictwa w rządzie regionalnym. Po rozwiązaniu chadecji należał do Zjednoczonych Chrześcijańskich Demokratów, z którymi w 2002 przystąpił do Unii Chrześcijańskich Demokratów i Centrum. W 2000 był świadkiem na ślubie Francesca Campanelliego, znanego z przygotowania fałszywych dokumentów lekarskich dla Bernarda Provenzano, szefa mafii sycylijskiej.

### Prezydent Sycylii (2001–2008)
W 2001 został kandydatem centroprawicowego bloku Dom Wolności na urząd prezydenta Sycylii. W głosowaniu uzyskał ponad 59% głosów, pokonując m.in. Leolucę Orlando. W 2003, po aresztowaniu Domenica Miceliego, działacza UDC, pojawiły się pierwsze publiczne zarzuty o bliskich związkach Salvatore Cuffaro z mafią. W wyborach parlamentarnych w 2006 został wybrany do Senatu XV kadencji, rezygnując z mandatu po kilku miesiącach w związku z ponownym zwycięstwem w wyborach na urząd prezydenta Sycylii. Ubiegający się o reelekcję (ponownie z ramienia Domu Wolności) Salvatore Cuffaro pokonał wówczas kandydatkę centrolewicy Ritę Borsellino, siostrę Paola Borsellino, sędziego zamordowanego w 1992 przez członków mafii.

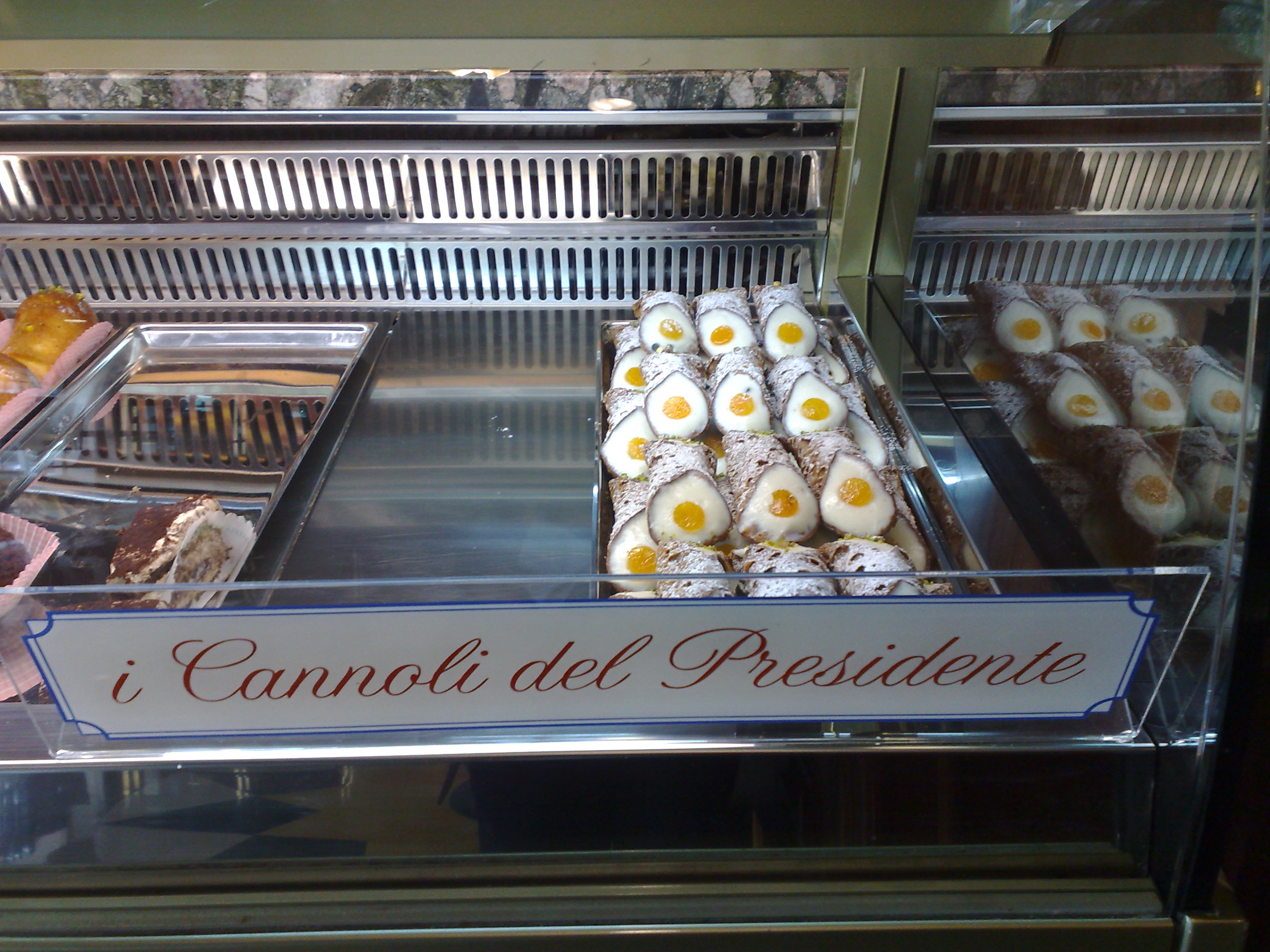
„Prezydenckie cannoli” – zostały tak nazwane po reakcji Salvatore Cuffaro na orzeczenie sądu pierwszej instancji

15 października 2007 prokurator przedstawił mu zarzuty podejmowania działań sprzyjających mafii, żądając orzeczenia kary ośmiu lat pozbawienia wolności. 18 stycznia 2008 sąd w pierwszej instancji uznał go za winnego uprzedzenia dwóch przywódców Cosa nostry o prowadzonym dochodzeniu oraz poinformowania o zainstalowaniu podsłuchu w mieszkaniu jednego z członków mafii. Orzeczono wówczas wobec niego karę pięciu lat pozbawienia wolności z jednoczesnym zakazem pełnienia funkcji publicznych. Sąd przyjął jednak, że czyny te nie stanowiły działań sprzyjających mafii, lecz były niedochowaniem odpowiedniej ostrożności. W reakcji na ten wyrok Salvatore Cuffaro urządził przyjęcie, serwując tacę pełną cannoli. 24 stycznia 2008 parlament Sycylii odrzucił wniosek lewicy o wotum nieufności. Dwa dni później powszechnie krytykowany za swoją reakcję na wyrok sądu pierwszej instancji Salvatore Cuffaro ogłosił jednak dymisję z zajmowanego stanowisko prezydenta regionu.

### Działalność od 2008
Mimo rezygnacji i toczącego się postępowania apelacyjnego nie wycofał się z działalności publicznej. W przedterminowych wyborach krajowych w 2008 wystartował z powodzeniem z ramienia Unia na rzecz Centrum do Senatu XVI kadencji.
23 stycznia 2010 Sąd Apelacyjny w Palermo potwierdził zasadność przypisanych mu zarzutów karnych, uznając dodatkowo, iż stanowiły one działania na korzyść mafii. W konsekwencji orzeczona kara pozbawienia wolności została podwyższona do siedmiu lat. Salvatore Cuffaro zapowiedział złożenie wniosku kasacyjnego, odmówił złożenia mandatu senackiego, zrezygnował z funkcji partyjnych. Jesienią tego samego roku wsparł nowe ugrupowanie pod nazwą I Popolari di Italia Domani. W 2011 rozpoczął odbywanie kary pozbawienia wolności, tracąc mandat senatorski. Zwolnienie uzyskał po niespełna pięciu latach w grudniu 2015.